# 에어 베트남의 운항 노선
1969년 당시의 기준으로 에어 베트남은 다음과 같이 운항해왔었다.

## 운항 노선

### 아시아
- 중화민국
  - 타이베이 - 타이베이 쑹산 공항
- 일본
  - 오사카 - 오사카 국제공항
  - 도쿄 - 도쿄 국제공항
- 영국령 홍콩
  - 홍콩 - 카이탁 공항
- 라오스
  - 비엔티안 - 왓따이 국제공항
- 말레이시아
  - 쿠알라룸푸르 - 쿠알라룸푸르 국제공항
- 필리핀
  - 마닐라 - 니노이 아키노 국제공항
- 싱가포르
  - 싱가포르 - 파야 르바르 공군기지
- 남베트남
  - 까마우 - 까마우 공항
  - 다낭 - 다낭 공군기지
  - 닥락성 - 부온마투옷 공항
  - 꼰뚬 - 꼰뚬 공군기지
  - 나트랑 - 깜라인 국제공항
  - 판티엣 - 판티엣 공군기지
  - 푸꾸옥 - 두옹동 공항
  - 사이공 - 떤선녓 국제공항 허브
  - 땀끼 - 추라이 국제공항
- 태국
  - 방콕 - 돈므앙 국제공항

### 유럽
- 프랑스
  - 파리 - 파리 오를리 공항

### 취항 예정인 노선
- 대한민국
  - 서울/김포 - 김포국제공항
- 인도네시아
  - 덴파사르 - 응우라라이 국제공항

## 단항 노선

### 아시아
- 인도
  - 콜카타 - 덤덤 국제공항
- 파키스탄
  - 카라치 - 진나 국제공항
- 크메르 공화국
  - 프놈펜 - 포첸통 국제공항
  - 시엠레아프 - 시엠레아프 국제공항
- 라오스
  - 세노 - 세노 공군기지
- 남베트남
  - 나트랑 - 깜라인 국제공항
- 이란
  - 테헤란 - 테헤란 메흐라바드 국제공항

### 유럽
- 이탈리아
  - 로마 - 로마 참피노 공항

### 오세아니아
- 오스트레일리아
  - 시드니 - 시드니 공항